# إروين يانيك
إروين يانيك (22 أبريل 1890 - 3 يوليو 1960) جنرالًا في الفيرماخت ألمانيا النازية خلال الحرب العالمية الثانية الذي قاد الجيش السابع عشر.
خدم على الجبهة الشرقية كقائد لفرقة المشاة 389 وبعد ذلك فيلق الجيش الرابع. أصيب في معركة ستالينجراد وتم نقله كواحد من آخر الضباط الأعلى رتبة. 
في أبريل 1943 قاد فيلق الجيش LXXXII، ومن 25 يونيو الجيش السابع عشر في القوقاز وبعد ذلك شبه جزيرة القرم. في اجتماع 29 أبريل 1944 مع أدولف هتلر في بيرشتسجادن، أصر على أنه يجب إخلاء سيفاستوبول. أعفي من القيادة بعد ذلك.
في وقت لاحق، كان مسؤولا عن فقدان شبه جزيرة القرم، ألقي القبض عليه في رومانيا ومحاكمته العسكرية. تم تعيين هاينز جودريان كمحقق خاص في القضية. استمر غوديريان ببطء، وفي نهاية المطاف تمت تبرئة يانيكي بهدوء في يونيو 1944. تم طرد جانيك من الجيش في 31 يناير 1945. في 15 يونيو 1945، اعتقلته السلطات السوفيتية وحكم عليه بالإعدام بتهمة ارتكاب جرائم حرب تحت قيادته العسكرية في عام 1942. تم تخفيف عقوبته إلى 25 سنة من الأشغال الشاقة. أطلق سراحه عام 1955.

## الجوائز
- صليب الفارس للصليب الحديدي في 9 أكتوبر 1942 [4]

## روابط خارجية
- إروين يانيك على موقع مونزينجر (الألمانية)

### اقتباسات
1. 1 2  TracesOfWar | Erwin Jaenecke، QID:Q98839586
2. ↑  TracesOfWar، QID:Q98839586
3. ↑  Adam، Wilhelm؛ Ruhle، Otto (2015). With Paulus at Stalingrad. Pen and Sword Books Ltd. ص. 189. ISBN:9781473833869.
4. ↑  Scherzer 2007, p. 416.

### قائمة المراجع
- Scherzer, Veit (2007). Die Ritterkreuzträger 1939–1945 Die Inhaber des Ritterkreuzes des Eisernen Kreuzes 1939 von Heer, Luftwaffe, Kriegsmarine, Waffen-SS, Volkssturm sowie mit Deutschland verbündeter Streitkräfte nach den Unterlagen des Bundesarchives [The Knight's Cross Bearers 1939–1945 The Holders of the Knight's Cross of the Iron Cross 1939 by Army, Air Force, Navy, Waffen-SS, Volkssturm and Allied Forces with Germany According to the Documents of the Federal Archives] (بالألمانية). Jena, Germany: Scherzers Militaer-Verlag. ISBN:978-3-938845-17-2.

| مناصب عسكرية    | مناصب عسكرية                | مناصب عسكرية    |
| --------------- | --------------------------- | --------------- |
| سبقه {{{سبقه}}} | {{{العنوان}}} {{{الأعوام}}} | تبعه {{{تبعه}}} |
| سبقه {{{سبقه}}} | {{{العنوان}}} {{{الأعوام}}} | تبعه {{{تبعه}}} |
| سبقه {{{سبقه}}} | {{{العنوان}}} {{{الأعوام}}} | تبعه {{{تبعه}}} |
| سبقه {{{سبقه}}} | {{{العنوان}}} {{{الأعوام}}} | تبعه {{{تبعه}}} |
| سبقه {{{سبقه}}} | {{{العنوان}}} {{{الأعوام}}} | تبعه {{{تبعه}}} |